# Église bosnienne
Ne doit pas être confondu avec Église catholique en Bosnie et Herzégovine.
 (mai 2022).
L'Église bosnienne (en bosnien crkva bosanska, en latin, ecclesia bosniensis, souvent appelée Église bosniaque) était une Église chrétienne apparue probablement au XIe siècle et qui a disparu avec l'effondrement du royaume de Bosnie après 1463 à la suite de l'invasion ottomane.

## Terminologie
Le terme hérésie qui était employé à l'encontre de l'Église bosnienne peut être comparé au terme hérésie qui était employé à l'encontre de l'Église protestante. Il s'agissait pour l'Église catholique romaine de dénoncer la formation d'Églises schismatiques concurrentes ou en dehors de son contrôle. L'adjectif bosniaque pour désigner cette Église est une interprétation du latin bosnienses. À l'origine, le terme bosniaque désigne la population s'identifiant et se rattachant au royaume de Bosnie; ainsi, l'Église était dite bosniaque. Aujourd'hui le terme bosnien se réfère à ce qui est relatif à la Bosnie-Herzégovine quelle que soit la confession ou l'origine ethnique. Les adeptes de cette Église bosnienne étaient cependant bel et bien des Bosniaques (en bosnien : Bošnjaci, anciennement Bošnjani). Le terme bosniaque renvoie aujourd'hui à une identité ethnique particulière au sein de la Bosnie-Herzégovine.

## Contexte
Le royaume de Bosnie entretenait des relations étroites avec la république de Raguse et l'évêché catholique de Bosnie était placé sous sa juridiction. Pour reprendre la Bosnie sous son contrôle, la Hongrie tenta de récupérer la juridiction de cet évêché mais le ban Kulin parvint à mettre en échec ce projet. Afin d'y mener croisade, les Hongrois tentèrent alors de démontrer auprès du pape que le royaume de Bosnie était un foyer d'hérésie  et d'y reprendre pied, accusation confortée par le fait que certains cathares y trouvèrent asile. Le ban Kulin réunit alors une assemblée et protesta de sa fidélité à Rome le 8 avril 1203 en présence d'un envoyé du pape tandis que les fidèles abjuraient leurs erreurs et s'engageaient à suivre la doctrine catholique romaine.

## Le Schisme
Probablement prévenu par les Hongrois que les Bosniaques ne respectaient pas la stricte foi romaine, le pape Honorius III incita le 15 mai 1225 les Hongrois à organiser une croisade, qui, comme les autres expéditions, fut un véritable échec et qui cessa avec l'arrivée des Mongols sur le territoire hongrois. Plus tard, vers 1252 le pape Innocent IV décida de placer l'évêché sous la juridiction hongroise de Kalocsa, mais cette décision déboucha sur un schisme, les catholiques bosniaques refusant de se soumettre à cette décision et rompant de fait les liens avec Rome. Ainsi se constitua l'Église bosnienne en laquelle certains crurent voir une Église bogomile ou cathare alors qu'aucune trace dualiste, bogomile ou cathare n'a été retrouvée dans les écrits de ces chrétiens de Bosnie. Par ailleurs, l'Église bosnienne cohabitait avec l'Église romaine, notamment sous Stjepan Kotromanic qui réconcilia la Bosnie avec Rome tout en assurant l'existence de l'Église bosnienne schismatique.

## Fin
Face à la montée croissante des Ottomans dans les affaires bosniaque et pour faire face à une future invasion, le roi Étienne-Thomas de Bosnie essaya d'obtenir de l'aide à l'étranger en espérant susciter un esprit de croisade. Le pape lui promit son soutien, qui ne vint jamais, s'il parvenait à chasser l'hérésie (en fait les résidus de l'Église bosnienne) de Bosnie. Malgré un retour à l'obédience romaine de nombreux schismatiques Bosniaques, l'Église bosniaque continuait d'exister et il dut la supprimer en 1459. Les membres devaient choisir entre la conversion ou l'exil. Une écrasante majorité choisit la conversion, les autres se réfugièrent en Herzégovine puis à Venise d'où les derniers dignitaires de l'Église bosnienne obtinrent l'asile. Seule une poignée de fidèles restèrent en Bosnie et en Herzégovine.

## Pratiques religieuses
Le catholicisme bosniaque présentait des caractéristiques doctrinales parfois éloignées des canons de l'Église catholique. Il n'intégrait probablement pas les réformes grégoriennes et connaissait certaines dérives dues en grande partie à l'ignorance de ses clercs. À cela s'ajoutait le faible encadrement clérical d'un pays reculé, disputé entre catholicité et orthodoxie, puis entre Église bosnienne et catholique. La position du christianisme en fut affaiblie, les souverains de Bosnie étant privés d'une légitimité religieuse clairement établie. Le glissement de confession était donc chose courante. Ainsi, Stjepan Kotromanić soutint les missions franciscaines et se convertit au catholicisme tout en accordant protection à l'Église bosnienne. Tvrtko Kotromanić bien que catholique se fait couronner roi à Mile (Arnautovići), près de Visoko en Bosnie-Herzégovine et se porte lui aussi garant de l'Église bosnienne.